# Heavy Metal Payback
Heavy Metal Payback è il sesto album da solista del rapper berlinese Bushido. L'album è uscito il 10 ottobre del 2008 attraverso la Label indipendente ersguterjunge

## Contenuto
Sul titolo del disco Bushido disse ai giornalisti solamente: "Heavy Metal Payback rappresenta per me un qualcosa come un finale. […] Con questo album seppellisco l´Hip hop tedesco una volta per tutte!".

## Produzione
Su Heavy Metal Payback hanno contribuito molti produttori: Bushido, Martin Stock, 83 Sound, Beatlefield, Gee Futuristic, X-plosive Beats, Max Mostley, Srewaholic, Bizzy Montana, O.C. Beats, Microphono, Auditory e Daniel Ward Melendez

## Successo e singoli
Il disco ha avuto una buonissima posizione nella Media Control Charts ovvero 1º posto che segnala per Bushido la seconda volta il salto al vertice della classifica.
Il disco è stato premiato sia in Germania che in Austria con un disco d´oro.
I singoli estratti dal disco sono Ching Ching (GER #9), Für immer jung (GER #5) e Kennst du die Stars (GER #44).

## Tracce
La versione Standard contiene 19 tracce, la versione Premium 23 e la versione Limited Deluxe Box 27. Sulla versione Premium ci sono 4 tracce bonus, un documentario e il video del singolo Ching Ching. La versione Limited Deluxe Box contiene tutto il contenuto della versione Premium e in più anche altre 4 tracce bonus e un T-Shirt con il titolo del disco.
CD 1 (Versione Standard)
1. Gangsta – 4:09
2. Hunde die bellen beissen nicht – 4:04
3. Paragraph 117 – 4:04
4. Die Träne fällt (feat. Nyze) – 3:46
5. Flug LH3516 – 4:14
6. Merk dir eins – 3:45
7. 4,3,2,1 (Vielen dank Aggro Berlin) – 3:50
8. Ching Ching – 4:18
9. Heavy Metal (feat. Kay One) – 3:28
10. Ich hoffe es geht dir gut (feat. Bizzy Montana)? – 4:05
11. Bonnie & Clyde (feat. Cassandra Steen) – 4:18
12. Jenny – 3:45
13. Hai Life – 3:55
14. Es kommt wie es kommt – 3:27
15. Für immer jung (feat. Karel Gott) – 4:30
16. Rolling Stone – 4:03
17. Boomerang – 3:55
18. Mann im Spiegel – 4:45
19. Outro – 1:49

CD 2 (versione Premium)
1. Apres Ski – 3:42
2. So Ghetto – 4:17
3. Kennst du die Stars (feat. Oliver Pocher) – 3:09
4. Hass (feat. Chakuza) – 4:05

CD 3 (versione Limited Deluxe Box)
1. Es gibt kein wir – 4:44
2. Es klickt – 3:37
3. Und sie dachten – 3:44
4. Autorität (feat. Summer Cem) – 4:16